# Ritchie De Laet
Ritchie De Laet (Amberes, 28 de noviembre de 1988) es un exfutbolista profesional belga que jugaba de defensa. Desde la temporada 2024-25 dirige al equipo sub-16 del Royal Antwerp F. C. Jugó dos partidos internacionales con la selección de Bélgica.

## Trayectoria

### Stoke City
De Laet firmó un contrato de 2 años con el Stoke City el 17 de agosto de 2007 por un valor de £ 100.000 procedente del club belga Royal Antwerp F. C. donde había disputado sus primeros 9 partidos como profesional.
En julio de 2008 se unió al AFC Bournemouth y jugó su primer partido contra el Portsmouth F. C. en un amistoso que terminó 4-1 con derrota. Sin embargo más tarde regresó al Stoke City. En octubre de 2008, se fue cedido a préstamo al Wrexham F. C. por un mes, haciendo su debut en la victoria por 2 a 0 sobre el Lewes F. C. en la Conferencia Nacional, equivalente a la 5.ª. División Inglesa. Hizo un total de tres presentaciones durante su estancia en el club antes de que su período de cesión fuese dado por terminado al someterse a una operación de hernia.

### Manchester United
El 8 de enero de 2009 firmó un contrato de tres años de duración con el campeón de la Premier League, el Manchester United. El precio que el Manchester United deberá pagar dependerá de las actuaciones de De Laet para el club. Después de unirse al equipo, De Laet jugó exclusivamente para el equipo de reserva del club. En marzo de 2009, De Laet fue nombrado como uno de los cinco jugadores de mayor edad en el Manchester United Reservas de 18 convocados para el Torneo Memorial Calcio Claudio Sassi-Sassuolo, jugando en tres de los cinco partidos, y marcando un penalti en la tanda de penaltis que concluyó 5-3 con victoria del United en la semifinal sobre el Módena FC que llevó a los Diablos Rojos a la final, en la que el Ajax los venció por 1-0.
Hizo su primera aparición para el primer equipo de Manchester United el 24 de mayo de 2009, cuando fue utilizado en la banda izquierda para el último partido de la temporada 2008-09 contra el Hull City. En la temporada 2009-10 fue usualmente utilizado en la Copa de la Liga, que se utilizó como un sustituto contra el Wolverhampton Wanderers y el Barnsley en la tercera y cuarta ronda y desde el inicio contra el Tottenham Hotspur en la quinta ronda. A pesar de la crisis de lesiones que presenta la defensa del United en noviembre de 2009, Alex Ferguson decidió hacer entrar al mediocampista Michael Carrick para sustituir a Gary Neville, después de que el capitán sufriera una lesión en la ingle en el partido de liga ante el West Ham United el 5 de diciembre, donde De Laet estuvo en el banquillo.

### Royal Antwerp
El 29 de junio de 2019, después de terminar su contrato con el Aston Villa, De Laet regresó al Royal Antwerp.

## Selección nacional
Unos días después de su debut con el Manchester United, De Laet fue convocado para jugar la Copa Kirin donde Bélgica jugó 2 partidos contra Chile y Japón. Hizo su debut en el partido contra Chile el 29 de mayo de 2009, que finalizó en empate a 1.

## Clubes
| Club                               | País       | Año       |
| ---------------------------------- | ---------- | --------- |
| Royal Antwerp F. C.                | Bélgica    | 2006-2007 |
| Stoke City F. C.                   | Inglaterra | 2007-2009 |
| Wrexham A. F. C. (préstamo)        | Gales      | 2008      |
| Manchester United F. C.            | Inglaterra | 2009-2012 |
| Sheffield United F. C. (préstamo)  | Inglaterra | 2010      |
| Preston North End F. C. (préstamo) | Inglaterra | 2010      |
| Portsmouth F. C. (préstamo)        | Inglaterra | 2011      |
| Norwich City F. C. (préstamo)      | Inglaterra | 2011-2012 |
| Leicester City F. C.               | Inglaterra | 2012-2016 |
| Middlesbrough F. C. (préstamo)     | Inglaterra | 2016      |
| Aston Villa F. C.                  | Inglaterra | 2016-2019 |
| Royal Antwerp F. C. (préstamo)     | Bélgica    | 2018      |
| Melbourne City F. C. (préstamo)    | Australia  | 2018-2019 |
| Royal Antwerp F. C.                | Bélgica    | 2019-2024 |

## Palmarés

### Títulos nacionales
| Título               | Club                 | País       | Año  |
| -------------------- | -------------------- | ---------- | ---- |
| Premier League       | Leicester City F. C. | Inglaterra | 2016 |
| Copa de Bélgica      | Royal Antwerp F. C.  | Bélgica    | 2020 |
| Copa de Bélgica      | Royal Antwerp F. C.  | Bélgica    | 2023 |
| Pro League           | Royal Antwerp F. C.  | Bélgica    | 2023 |
| Supercopa de Bélgica | Royal Antwerp F. C.  | Bélgica    | 2023 |